# Milnesioides exsertum
Genre
Espèce
Milnesioides exsertum, unique représentant du genre monospécifique Milnesioides, est une espèce de tardigrades de la famille des Milnesiidae. 

## Distribution
Cette espèce se rencontre en Australie, en Nouvelle-Zélande et en Argentine.

## Publication originale
- Claxton, 1999 : Milnesioides exsertum gen. n. sp. n., a new tardigrade from Australia (Tardigrada: Milnesiidae). Zoologischer Anzeiger, vol. 238, no 3/4, p. 183-190.